# Friedrich von Halfern
Friedrich Johann Wilhelm von Halfern (* 26. März 1849 in Burtscheid; † 5. April 1908 in Aachen) war ein Burtscheider Tuchfabrikant, Bankdirektor und Stadtverordneter von Burtscheid, Oberbrandmeister der Burtscheider Feuerwehr und Dendrologe.
Er war der Sohn des aus Essen stammenden Burtscheider Tuchfabrikanten Gustav Adolf von Halfern (1821–1875) und der Bertha Erckens (1824–1893), Tochter des dort ebenfalls tätigen Tuchfabrikanten Friedrich Erckens.
Im Deutsch-Französischen Krieg wurde er im Jahre 1871 im Gefecht bei Sapignies durch Brustprellschuss leicht verwundet und mit dem Eisernen Kreuzes 2. Klasse ausgezeichnet. Er übernahm anschließend die väterliche Tuchfabrik an der Ecke Kurbrunnenstraße/Dammstraße und ließ den Von-Halfern-Park in Aachen nach englischem Muster anlegen. Als Oberbrandmeister der Burtscheider Feuerwehr war von Halfern verantwortlich für deren Reorganisation. Darüber hinaus trat er am 27. Dezember 1876 dem Club Aachener Casino bei.
Von Halfern war verheiratet mit Helene Christiane Fellinger (1850–1932), Tochter des Färbereibesitzers Carl Friedrich Wilhelm Fellingers. Zusammen hatten sie den Sohn und späteren Regierungspräsidenten Carl von Halfern sowie eine Tochter. Nach dem Tod Friedrich von Halferns gründeten die Witwe und die Kinder die Friedrich von Halfern-Stiftung, aus deren Fonds Unterbeamte und Mannschaften der städtischen Feuerwehr unterstützt wurden.
Friedrich von Halfern fand seine letzte Ruhestätte auf dem Heißbergfriedhof Burtscheid/Aachen.